# Antonio Martínez Pérez
Pour les articles homonymes, voir Martinez.
Antonio Martínez Pérez, né le 11 février 1991 à Onil, est un orienteur et coureur de fond espagnol. Il a remporté la Skyrunner World Series 2023 ainsi que la médaille d'argent sur la SkyRace aux championnats d'Europe de skyrunning 2017. Il a également remporté 14 titres nationaux en course d'orientation.

## Biographie
Antonio Martínez Pérez s'essaie à plusieurs sports durant sa jeunesse, dont le football, l'athlétisme et la course d'orientation. À l'age de 14 ans, il décide de se concentrer sur ce dernier sport. En 2008, à seulement 17 ans, il remporte son premier titre de champion d'Espagne en catégorie senior sur l'épreuve du sprint.
En juillet 2009, il prend part aux championnats d'Europe de la jeunesse de course d'orientation à Kopaonik (en). Il remporte la médaille d'or sur l'épreuve du sprint.
Sa pratique de la course d'orientation étant limitée en Espagne, il s'essaie également à la course en montagne et au trail afin de compléter son entraînement puis réoriente sa carrière sportive en abandonnant la course d'orientation. Le 13 octobre 2017, il prend le départ de la course Gorbeia Suzien comptant comme épreuve de SkyRace des championnats d'Europe de skyrunning. Inconnu sur la scène du skyrunning, il prend un départ prudent puis tire avantage de sa pratique de la course d'orientation pour se distinguer sur les descentes techniques du parcours. Il remonte peu à peu le peloton et survole littéralement ses adversaires dans la dernière descente pour s'emparer de la médaille d'argent derrière Aritz Egea,.
Le 16 novembre 2019, il prend part aux championnats du monde de course en montagne longue distance à Villa La Angostura. Il effectue une solide course et se classe septième Avec Oriol Cardona Coll troisième et Simon Andreu cinquième, il remporte la médaille d'or au classement par équipes.
En 2021, il prend part au circuit Spartan Trail World Championship. Il remporte notamment le Cortina Trail en établissant un nouveau record du parcours en 4 h 17 min 14 s. Avec deux autres podiums dans la catégorie Trail Run, il remporte le classement général.
En 2023, il décide de se concentrer à la fois sur le Spartan Trail World Championship et sur la Skyrunner World Series. Le 13 avril, il se rend en Argentine pour prendre part à la Patagonia Run 42k. Il prend un départ prudent puis accélère pour doubler les favoris sud-américains. Il s'impose en 3 h 28 min 32 s avec quatre minutes d'avance sur son plus proche poursuivant. Le 29 avril, il surprend ses adversaires sur la Calomorro Skyrace en effectuant une grosse remontée en fin de course pour les doubler et s'offrir la victoire. Le 28 mai, il s'élance au départ de la Marathon-Race du Lac d'Annecy. Après une première partie de course à la lutte avec le Kényan Robert Pkemoi, il fait la différence en seconde partie de course pour aller chercher la victoire. Le 17 juin, il domine la Madeira SkyRace et s'empare de la tête provisoire du classement général de la Skyrunner World Series. Moins présent en milieu de saison, il parvient à se classer deuxième de la course Gorbeia Suzien grâce à une grosse remontée en fin de course pour asseoir sa place de leader. Lors de la finale SkyMasters courue dans le cadre de la Limone Extreme, il prend un départ prudent puis talonne son compatriote Manuel Merillas pour doubler ses adversaires. Il termine sur la troisième marche du podium et remporte le classement général de la Skyrunner World Series. Il conclut sa saison avec une troisième place sur le semi-marathon du Golden Gate Trail Half Marathon lui permettant de remporter également le classement Trail Spartan Trail World Championship pour la deuxième fois,.

## Palmarès
| no  | masculin           | Course                                                      | Longueur | Départ            | Temps           |
| --- | ------------------ | ----------------------------------------------------------- | -------- | ----------------- | --------------- |
| 2e  | Médaille d'argent  | Championnats d'Europe de skyrunning - SkyRace               | 31 km    | 13 octobre 2017   | 3 h 6 min 25 s  |
| 1re | Médaille d'or      | Mitja Marató Pirineu                                        | 19 km    | 29 septembre 2018 | 1 h 18 min 37 s |
| 2e  | Médaille d'argent  | Transgrancanaria Maratón                                    | 42 km    | 22 février 2019   | 2 h 59 min 8 s  |
| 2e  | Médaille d'argent  | Reventón Trail El Paso - Maratón                            | 45 km    | 30 mars 2019      | 3 h 44 min 14 s |
| 8e  | 8e                 | Championnats du monde de trail                              | 44 km    | 8 juin 2019       | 3 h 44 min 40 s |
| 2e  | Médaille d'argent  | Giir di Mont                                                | 21 km    | 28 juillet 2019   | 2 h 19 min 23 s |
| 7e  | 7e                 | Championnats du monde de course en montagne longue distance | 41 km    | 16 novembre 2019  | 3 h 27 min 32 s |
| 1re | Médaille d'or      | Canfranc-Canfranc 16K                                       | 16 km    | 12 septembre 2020 | 1 h 47 min 35 s |
| 3e  | Médaille de bronze | Kilomètre vertical de Puig Campana                          | 3,65 km  | 3 mai 2021        | 40 min 2 s      |
| 1re | Médaille d'or      | Cortina Trail                                               | 48 km    | 25 juin 2021      | 4 h 17 min 14 s |
| 3e  | Médaille de bronze | Fjällmaraton 45k                                            | 46 km    | 7 août 2021       | 3 h 44 min 27 s |
| 1re | Médaille d'or      | Canfranc-Canfranc 16K                                       | 16 km    | 11 septembre 2021 | 1 h 52 min 28 s |
| 2e  | Médaille d'argent  | Marató Pirineu                                              | 41 km    | 2 octobre 2021    | 3 h 40 min 1 s  |
| 3e  | Médaille de bronze | Transgrancanaria Maratón                                    | 42,9 km  | 5 mars 2022       | 3 h 8 min 32 s  |
| 2e  | Médaille d'argent  | Patagonia Run 42k                                           | 46 km    | 9 avril 2022      | 3 h 43 min 37 s |
| 2e  | Médaille d'argent  | Olla de Núria                                               | 21 km    | 11 juin 2022      | 2 h 17 min 57 s |
| 1re | Médaille d'or      | Cortina SkyRace                                             | 19 km    | 23 juin 2022      | 1 h 29 min 21 s |
| 1re | Médaille d'or      | Brisbane Trail Ultra 30                                     | 30 km    | 9 juillet 2022    | 2 h 3 min 7 s   |
| 2e  | Médaille d'argent  | OCC                                                         | 55 km    | 25 août 2022      | 5 h 21 min 1 s  |
| 1re | Médaille d'or      | Mamores Stalker Trail Race                                  | 27 km    | 18 septembre 2022 | 2 h 3 min 0 s   |
| 1re | Médaille d'or      | Patagonia Run 42k                                           | 42 km    | 13 avril 2023     | 3 h 28 min 32 s |
| 1re | Médaille d'or      | Calamorro Skyrace                                           | 27 km    | 29 avril 2023     | 2 h 39 min 1 s  |
| 3e  | Médaille de bronze | Skyrace des Matheysins                                      | 25,3 km  | 14 mai 2023       | 2 h 30 min 31 s |
| 1re | Médaille d'or      | Marathon-Race du Lac d'Annecy                               | 38 km    | 28 mai 2023       | 4 h 0 min 28 s  |
| 1re | Médaille d'or      | Madeira SkyRace                                             | 45 km    | 17 juin 2023      | 5 h 5 min 0 s   |
| 1re | Médaille d'or      | Val d'Aran by UTMB - Sky Master                             | 15 km    | 8 juillet 2023    | 1 h 13 min 12 s |
| 2e  | Médaille d'argent  | Fjällmaraton 45K                                            | 45 km    | 5 août 2023       | 3 h 42 min 38 s |
| 3e  | Médaille de bronze | OCC                                                         | 55 km    | 31 août 2023      | 4 h 45 min 19 s |
| 2e  | Médaille d'argent  | Gorbeia Suzien                                              | 31 km    | 23 septembre 2023 | 2 h 58 min 4 s  |
| 3e  | Médaille de bronze | Limone Extreme                                              | 22,2 km  | 28 octobre 2023   | 2 h 25 min 18 s |
| 3e  | Médaille de bronze | Golden Gate Trail Half Marathon                             | 21 km    | 19 novembre 2023  | 1 h 28 min 42 s |
| 2e  | Médaille d'argent  | Calamorro Skyrace                                           | 27,5 km  | 6 avril 2024      | 2 h 34 min 47 s |
| 1re | Médaille d'or      | Kilomètre vertical de Puig Campana                          | 3,65 km  | 28 avril 2024     | 38 min 35 s     |
| 2e  | Médaille d'argent  | SkyRace Gorges du Tarn                                      | 24 km    | 18 mai 2024       | 2 h 20 min 30 s |
| 1re | Médaille d'or      | Lavaredo 50K                                                | 49 km    | 28 juin 2024      | 4 h 15 min 17 s |
| 3e  | Médaille de bronze | Giir di Mont                                                | 32 km    | 28 juillet 2024   | 3 h 21 min 30 s |
| 3e  | Médaille de bronze | OCC                                                         | 57 km    | 29 août 2024      | 5 h 17 min 56 s |
| 3e  | Médaille de bronze | Sobrescobio Skyrace                                         | 32 km    | 27 octobre 2024   | 2 h 56 min 22 s |
| 1re | Médaille d'or      | SaintExpress                                                | 45 km    | 30 novembre 2024  | 3 h 4 min 8 s   |
| 1re | Médaille d'or      | Transgrancanaria Half                                       | 21 km    | 20 février 2025   | 1 h 43 min 49 s |
| 1re | Médaille d'or      | Valhöll Fin del Mundo by UTMB - Challenge 50K               | 51,6 km  | 21 mars 2025      | 4 h 46 min 36 s |